# Alceste Catella

Bischofswappen von Alceste Catella

Alceste Catella (* 5. Mai 1942 in Tavigliano, Provinz Biella, Italien) ist ein italienischer römisch-katholischer Geistlicher und emeritierter Bischof von Casale Monferrato.

## Leben
Alceste Catella empfing am 26. Juni 1966 durch den Bischof von Biella, Carlo Rossi, das Sakrament der Priesterweihe.
Am 15. Mai 2008 ernannte ihn Papst Benedikt XVI. zum Bischof von Casale Monferrato. Der Erzbischof von Turin, Severino Kardinal Poletto, spendete ihm am 29. Juni desselben Jahres die Bischofsweihe; Mitkonsekratoren waren der Erzbischof von Vercelli, Enrico Masseroni, und der Bischof von Biella, Gabriele Mana. Die Amtseinführung erfolgte am 7. September 2008.
Papst Franziskus nahm am 31. Juli 2017 seinen altersbedingten Rücktritt an.